# Альфред Ейзенштадт
Альфред Ейзенштадт (6 грудня 1898 — 24 серпня 1995) — німецько-американський фотограф і журналіст єврейського походження. Більш відомий як автор фотографії «День Перемоги над Японією на Таймс-сквер».
Народився у Тчеві в єврейській родині, 1906 року переїхав разом з сім'єю до Берліна. Фотографією захоплювався з дитинства, у 14 років отримав свою першу фотокамеру. Наприкінці Першої світової війни пішов на службу в артилерію, 1918 року був поранений. У 1920-х роках працював продавцем галантереї, з 1928 року підробляв фотографом, з 1929 року почав професійно займатися фотографією. Однією з найвідоміших його фотографій довоєнного періоду стала фотографія Йозефа Геббельса на конференції Ліги націй у Женеві 1933 року. 1935 року емігрував з Німеччини до США. Жив у Нью-Йорку до кінця життя. З 1936 до 1972 року працював фотографом у журналі Life; його фотографії з'являлися на обкладинках журналу 90 разів.

## Нагороди й пам'ять
- Медаль прогресу (Фотографічне товариство Америки) (1987)
- Національна медаль США в галузі мистецтв (1989) від президента Джорджа Буша-старшого[10].

Його ім'ям названа заснована 1999 року Вищою школою журналістики Колумбійського університету премія за кращу фотографію.